# Iglesia de San Antonio Abad (Sevilla)
La Real Iglesia de San Antonio Abad es una iglesia sevillana del siglo XVIII. Se encuentra en el centro de la ciudad, en la calle de Alfonso XII (antigua calle de Las Armas).

## Descripción
Es un templo que presenta la singularidad de tener dos naves, algo completamente inusual en la tipología de iglesias, y que responde al hecho de que en el siglo XVIII fueron reconstruidos y unidos dos edificios que pertenecían inicialmente a dos corporaciones distintas. 
Así, de un lado estaba la Iglesia de San Antonio Abad, que formaba parte de un antiguo hospital; y de otro la capilla de la Hermandad del Silencio.
La construcción del nuevo edificio que los engloba se llevó a cabo entre las décadas de 1720 y 1740 bajo la dirección del arquitecto Diego Antonio Díaz, creándose el conjunto de las dos naves que hoy existen, de planta rectangular y cabecera plana, que se cubren mediante bóveda de cañón. 
La fachada interior de la Iglesia de San Antonio Abad presenta un elegante esquema compositivo de tipo palladiano, con un vano central cubierto por arco de medio punto al que se le adosa, uno por cada lado, un hueco más estrecho que se cierra superiormente mediante dintel. 
Los retablos mayores de cada una de las dos naves están presididas, respectivamente, por las imágenes de Jesús Nazareno y de la Virgen de la Concepción, los titulares de la Hermandad del Silencio. 
El edificio fue objeto de algunas importantes reformas durante el siglo XIX, especialmente en la nave donde se venera a la Virgen, en la que se abrió una amplia puerta a la calle.